# يحيى الجمل
دكتور يحيى عبد العزيز عبد الفتاح الجمل (الجمعة 20 شهر ربيع الأول 1349 هـ / 15 أغسطس 1930م - الاثنين 21 صفر 1438 هـ / 21 نوفمبر 2016م) عضو مجلس أمناء حزب المصريين الأحرار ، فقيه دستوري مصري، بمحافظة المنوفية بمصر. أسس بالتعاون مع أسامة الغزالي حرب ومجموعة من السياسيين والمفكرين، حزب الجبهة الديمقراطية، وتولى رئاسته. ودعا إلى إنشاء لجنة أو بالأحرى الاتجاه إلى تعديل الدستور المصري. وصف دكتور يحيى التعديلات الدستورية المادة 76 من الدستور بأنها جريمة دستورية. يرى الدكتور يحيى الجمل ضرورة تغيير النظام الانتخابي. انضم إلى لجنة الحكماء التي تم تشكيلها أثناء اندلاع ثورة 25 يناير عام 2011 م.

## المؤهلات العلمية
- ليسانس الحقوق، 1952.
- ماجستير في القانون، 1963.
- دكتوراه في القانون، عام 1967.

## التدرج الوظيفي
- معاون نيابة، 1953.
- مساعد نيابة، 1954.
- وكيل نيابة، 1954.
- مدرس بكلية الحقوق جامعة القاهرة، 1964.
- أستاذ مساعد، 1970.
- أستاذ بقسم القانون العام بكلية الحقوق، جامعة القاهرة.
- عميد كلية الحقوق، جامعة القاهرة.
- وزير الدولة لشئون مجلس الوزراء ووزير التنمية الإدارية.
- نائب رئيس مجلس الوزراء 2011 استقال من منصبه في 12 يوليو من نفس العام.

## المؤلفات العلمية
- الأنظمة السياسية المعاصرة، 1969.
- النظام الدستوري في ج.م.ع، 1970.
- النظام الدستوري المصري.
- القضاء الإداري، 1986.
- القضاء الدستوري.
- نظرية التعددية في القانون الدستوري (عدة طبعات).
- حماية القضاء الدستوري للحق في المساهمة للحياة العامة.

وله العديد من المقالات في المجالات الأدبية في مصر والعالم العربي.

## الهيئات التي ينتمي إليها
- عضو المجلس القومي للتعليم والبحث العلمي.
- عضو محكمة التحكيم الدولية بباريس.
- عضو مجلس أمناء جامعة 6 أكتوبر.
- عضو مجلس الشعب.
- عضو مجلس جامعة الزقازيق.
- عضو لجنة القانون بالمجلس الأعلى للثقافة.

## الجوائز والأوسمة
- جائزة الدولة التقديرية في العلوم الاجتماعية من المجلس الأعلى للثقافة، عام 1998.

## وفاته
توفي د. يحيى الجمل يوم الاثنين (21 صفر 1438 هـ / 21 نوفمبر 2016م) عن عمر يناهز 86 عامًا بعد معاناة مع المرض.

## وصلات خارجية
- يحيى الجمل على موقع أرشيف الشارخ.
- رئاسة مجلس الوزراء المصري
- جورسيبيديا